# Postcards from Paradise
Postcards From Paradise é o décimo oitavo álbum de estúdio de Ringo Starr, lançado em 31 de março de 2015.

## Faixas[2]
Todas as faixas compostas por Ringo Starr exceto onde anotado.
| N.º | Título                     | Compositor(es)                 | Duração |  |
| 1.  | "Rory and the Hurricanes"  |                                | 4:09    |  |
| 2.  | "You Bring the Party Down" |                                | 3:41    |  |
| 3.  | "Bridges"                  |                                | 5:01    |  |
| 4.  | "Postcards from Paradise"  | Richard Starkey, Todd Rundgren | 5:18    |  |
| 5.  | "Right Side of the Road"   | Starkey, Richard Marx          | 3:18    |  |
| 6.  | "Not Looking Back"         |                                | 3:50    |  |
| 7.  | "Bamboula"                 |                                | 3:20    |  |
| 8.  | "Island in the Sun"        | Starkey,Richard Page           | 4:18    |  |
| 9.  | "Touch and Go"             |                                | 3:36    |  |
| 10. | "Confirmation"             |                                | 3:37    |  |
| 11. | "Let Love Lead"            |                                | 4:11    |  |

## Músicos
- Ringo Starr - vocais principais e de apoio, bateria, percussão, teclado
- Steve Lukather - guitarra
- Todd Rundgren - guitarra
- Amy Keys - vocais
- Gregg Rolie - teclado
- Joe Walsh - guitarra
- Benmont Tench - teclado
- Warren Ham - saxophone
- Richard Page - baixo
- Gregg Bissonette - bateria
- Richard Marx - teclado
- Peter Frampton - guitarra
- Dave Stewart - guitarra
- Nathan East - baixo
- Glen Ballard - teclado